# François Feuardent
François Feuardent, né le 1er décembre 1539 à Coutances et mort le 19 janvier 1610 à Bayeux, est un religieux de l’Ordre de Saint-François et docteur de l’Université de Paris, professeur et orateur de la Ligue.

## Biographie
Feuardent entra, après avoir étudié à Paris, chez les cordeliers. Professeur de rhétorique au collège Mazarin, ses prédications furent fort suivies dans les principales villes de France où il se plaisait à aller combattre les hérétiques et à enseigner la foi. Tour à tour professeur et orateur, Feuardent se distingua surtout par son zèle contre les calvinistes qu’il attaqua avec feu car sa parole était vive et colorée.
Feuardent fut, avec l’évêque de Senlis, Guillaume Rose et le théologien Jean Boucher, parmi les plus éminents prédicateurs dans la cause de la Ligue.
Feuardent fut par ailleurs un écrivain actif, ajoutant à sa réputation par plusieurs travaux érudits, par une édition annotée de saint Irénée, par des commentaires sur l’Écriture et surtout par de fougueux ouvrages de controverse. On peut juger du ton de ces livres d’après les seuls titres. Ainsi c’est la Theomachia calvinistica, ou Entremangerie des protestants. Cette vive polémique mit Feuardent en relief ; les annotateurs de Duverdier assurent qu’il est a « très distingué du commun des écrivains de son siècle. » Bayle au contraire trouve son style : « sans gravité et semé de quolibets. »
On connaît également de Feuardent des Réponses modestes aux aphorismes de maître Jehan Brouault, jadis prieur de Sainteny, et à présent, puisqu’il lui plaît, ministre de Carentan, médecin, peintre, poète, astrologue, philosophe académique, alchimique, mathématicien, géographe, musicien organiste, sergent, tabellion, joueur de flûte, de viole, de reliée, de tambourin, de la harpe, du manicordion, de la mandate et d’autres instruments qu’il sait bien en réponse à l’ouvrage en aphorismes contre la présence réelle par le ministre de la religion réformée à Carentan, Jean Brouault, qui y répliqua par un autre livre qu’il intitula : Réplique aux illusions et fumées de frère François Feuardent, ouvrage peu étendu, qui contient cependant des faits curieux sur l’histoire littéraire de la Basse-Normandie, pendant la fin du XVIe siècle. On y voit ainsi qu’en l’année 1580, on tenta d’établir une académie à Carentan et que l’évêque de Coutances, Arthur de Cossé, autorisa cet établissement littéraire.
À la conversion  d’Henri IV, il se retira à Bayeux.

## Publications
- Histoire de la fondation de l’église et abbaïe du Mont S. Michel, près celui de Tombe, et des miracles, reliques, et indulgences donnez en icelle, tout recueilli des archives dudit lieuv, Coutances, J. Le Cartel, 1604 (lire en ligne)
- Response chrestienne et modeste aux lettres et questions d’un gentilhomme estant lors de la nouvelle prétendue religion et maintenant bien réuni à l’Église et foy catholique, Paris, S. Nivelle, 1597
- Sepmaine première des dialogues, ausquels sont examinez et confutez cent soixante et quatorze erreurs des calvinistes, Paris, S. et R. Nivelle, 1589
- Réponses modestes aux aphorismes de maître Jehan Brouault, jadis prieur de Sainteny, et à présent, puisqu’il lui plaît, ministre de Carentan, médecin, peintre, poète, astrologue, philosophe académique, alchimique, mathématicien, géographe, musicien organiste, sergent, tabellion, joueur de flûte, de viole, de reliée, de tambourin, de la harpe, du manicordion, de la mandate et d’autres instruments qu’il sait bien.

## Sources
- Charles Labitte, De la démocratie chez les prédicateurs de la Ligue, Paris, Joubert, 1841, p. 71-2.
- Annuaire du Département de la Manche, Saint-Lô, Élie, 1848 p. 255.